# De Ceremoniis
De Ceremoniis Аulae Byzantinae, односно De Cerimoniis Аulae Byzantinae (срп. О церемонијама на византијском двору), латински је назив за средњовековно дело, које је изворно настало на грчком језику, те је стога познато и под одговарајућим грчким насловима (грч. Περί της βασιλείου τάξεως / "О царском поретку", односно: Ἔκθεσις τῆς βασιλείου τάξεως / "Спис о царском поретку"). Дело је написано у облику приручника, са описом церемонија на византијском двору, а састављено је по наређењу цара Константина VII Порфирогенита (945-959).

## Историја
Дело је написао или је наручио да се напише византијски цар Константин VII Порфирогенит, вероватно око 956-959. године. Део списа је касније делимично ревидиран под владавином Нићифора II (963-969), можда под надзором Василија Лакапина, царског паракоимомена, те садржи и описе церемонија из 6. века. Један од прилога списа су и "Три трактата о царским војним експедицијама", ратни приручник цара Константина за свог сина и наследника Романа II. У поглављима од 1. до 37. описани су протоколи и церемоније византијског двора, као и верске светковине. Поглавља од 38. до 83. описују протоколе на крунисању, венчању, рођењу, сахрани и тријумфалне поворке. Следећа поглавља (84-95), преузета из приручника Петра Патрикија из 6. века дају описе административних церемонија попут именовања функционера, пријема посланика западног цара, пријема персијских изасланика, именовање проестра сената.